# フェルディナン＝マクシミリアン＝メリアデック・ド・ロアン

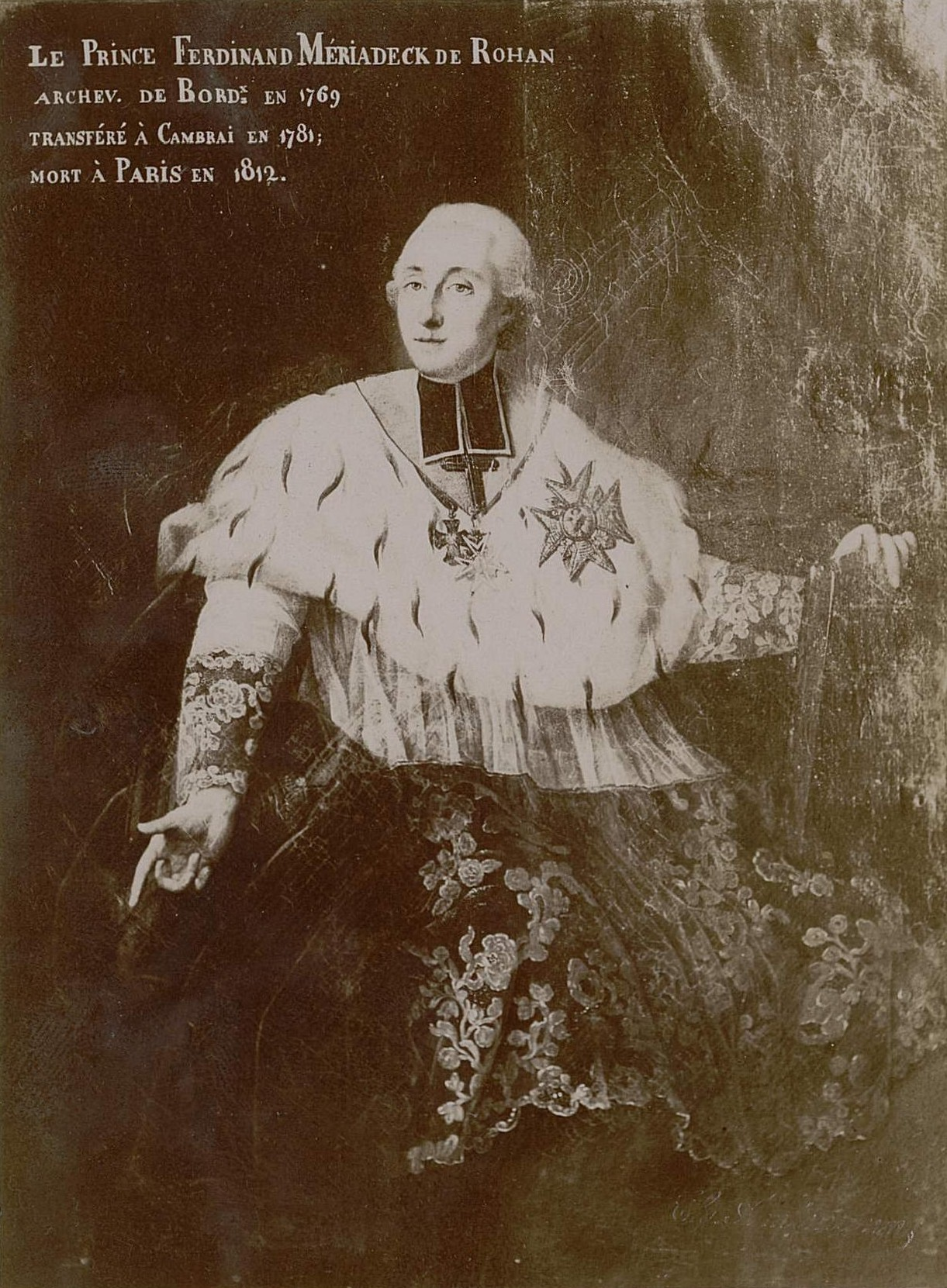
フェルディナン・ド・ロアン

フェルディナン＝マクシミリアン＝メリアデック・ド・ロアン（Ferdinand-Maximilien-Mériadec de Rohan, 1738年11月7日 パリ - 1813年10月31日 パリ）は、ブルボン朝末期～第一帝政期のフランスの貴族、高位聖職者。ボルドー大司教（在職1769年 - 1781年）を務め、のちカンブレー大司教（1781年 - 1791年）に転じた。ストラスブール司教を務めたルイ＝ルネ＝エドゥアール・ド・ロアン枢機卿の弟。

## 生涯
ゲメネ公エルキュール＝メリアデックと、同族のスービーズ公エルキュール＝メリアデックの娘ルイーズ・ド・ロアンの間の最後の子。兄ルイと共に聖職者の道を歩んだ。
コレージュ・ド・ソルボンヌ付属礼拝堂で修道会会長の職に就き、神学博士号を得た。次いでストラスブール司教座聖堂の司祭長となる。1769年12月26日フランス王令でボルドー大司教に選任され、翌1770年1月29日の教皇枢機会議で正式に同職に叙階された。同じく1770年4月8日、ポワティエ司教マルシャル＝ルイ・ド・ボーポワユ・ド・サン＝トレール及びヴァブル司教ジャン・ド・ラ・クロワ・ド・カストリーの補佐のもと、当時はストラスブール協働司教だった兄ルイの手で、コレ－ジュ・ド・ソルボンヌ付属礼拝堂の司教に叙階された。ボルドー大司教の職務は代理長官に委任したが、1771年5月5日にボルドーでの儀礼的な入市式を行っている。1781年1月28日、フランス王令によりカンブレー大司教に選任され、1781年4月2日付の教皇勅書により正式に叙階された。
1791年の聖職者民事基本法成立後、同法に宣誓しなかったためカンブレー大司教職を追われた。1801年に同職からの退任を宣言した。兄ルイ枢機卿ら多くのロアン家の成員が守旧的で反ナポレオン派だったのに対し、フェルディナンは日和見主義でナポレオン皇帝に接近、皇后ジョゼフィーヌの宮廷司祭（Aumônier）に任じられた。1808年7月2日付の皇帝勅許状によりフランス帝国伯爵にも叙爵された。

## 子女
1770年代後半より1784年頃まで、イギリスのジャコバイト王位請求者チャールズ・エドワード・ステュアートの非嫡出の娘シャーロット・ステュアートを密かに妾にしていた。シャーロットは当時、父に認知されず、結婚も許されず、経済的に困窮していた。2人の間には少なくとも3人の子（1男2女）が生まれ、3人の子はシャーロットの実母クレメンティーナ・ウォーキンショーに養育された。彼らの存在は1950年代になるまで気づかれる事は無かった。
- マリー・ヴィクトワール・アデライード″アレー″・ステュアート（1779年6月18日 - 1836年4月27日?または1871年3月?[5]）- 三度結婚したと見られるが、最初の結婚については、1804年11月14日にパリのサン=ロック教会でナポレオンに仕える軍医ピエール=ジョセフ＝マリ・ド・サン=ユルサン（1763年 - 1818年8月5日）と結婚して息子テオドール=マリ・ド・サン=ユルサン（1809年6月29日 - 1838年8月6日）を儲けたか[6]、1803年頃、ポーランド貴族で銀行家のパヴェウ=アントニ=ルドヴィク=ベルトラン・ニコロヴィチ（1751年 - 1810年4月21日）と結婚して息子アンティム=マレク=ニコデム・ニコロヴィチ（1804年9月8日 - 1852年2月16日）を儲けたかで意見が分かれている[7][8][9][10][11]。サン=ユルサンと結婚していた場合は、テオドールが助祭として29歳で死去した為、子孫は絶えている[12]。ニコロヴィチと結婚していた場合には、アンティムとその妻アンナ=アウグスタ=テレージア=レイネル・ネーゲルフェルスト（1809年8月14日 - 1848年）の3男1女の内、長男カロル=ボロメウシュ=パヴェウ（1830年11月5日 - 1859年8月31日。妻はアニエラ=ステファニア=バル・エデル）と長女ユリア=テレーザ=アンナ=マリアンナ（1833年5月21日 - 1893年2月23日。夫はポーランド系オーストリア貴族で美術史家のレオナルド=フランチシェク=クサヴェリ・ピニンスキ（1824年10月30日 - 1886年7月18日））が子孫を残している為、現在まで存続している [13][14]。なお、アンティムの次男ヤン=エヴァンゲリスタ=アウグスト（1832年1月17日 - 1832年4月13日）は3ヶ月足らずで夭折し、三男で末子のスタニスワフ（1839年5月8日 - 1905年1月2日）は兄カロルの妻であったアニエラ=ステファニア=バル・エデル（1830年〜1835年 - 1910年）と結婚（アニエラにとっては義弟だった人物との再婚）、子孫の詳細は不明ながら2世代で断絶したとされている。マリー自身、二度目は1823年11月29日にフランス貴族コルベー=ジャムス・ドーヴェルニュ（1764年または1765年 - 1825年2月2日）とパリで結婚したが、14ヶ月の結婚生活の後、死別。三度目は1826年にジャン・ド・パウとリヴィウで結婚した。いずれの結婚でも子供はいない。
- シャルロット・マクシミリアンヌ・アメリー・ステュアート（1780年夏（11月28日以前） - 1806年11月26日）- 1804年8月8日、ジャン＝ルイ・ド・ラ・モリエール（1763年9月13日 - 1846年12月20日）とパリで結婚。1806年11月26日に男子を死産し、シャルロット本人も同日に死去。
- チャールズ・エドワード・オーガスタス・マクシミリアン・ステュアート（1784年5月頃 - 1854年10月28日） - ロアンスタール伯爵（Count Roehenstart）を名乗る。二度結婚したが、いずれの妻との間にも子供はいない。

## 引用・脚注
1. ↑  Fisquet, Honore (1864) (French). La France pontificale (Gallia Christiana):  Cambrai. Paris: Etienne Repos. pp. 370
2. ↑  Ritzler, Remigius; Sefrin, Pirminus (1958). Hierarchia catholica medii et recentis aevi  VI (1730-1799). Patavii: Messagero di S. Antonio. p. 143, with n. 4 2016年7月6日閲覧。
3. ↑  C・パストゥール『悲劇のアンギャン公爵』寿郎社、2017年、P302。
4. ↑  チャールズはフェルディナンの長兄であるモンバゾン公爵、後のゲメネ公ジュール＝エルキュール＝メリアデック・ド・ロアンの妻で、チャールズ自身から見れば、母方の従妹（母親同士が姉妹）でもあるモンバゾン公爵夫人、後のゲメネ公妃マリー・ルイーズとの間にも非嫡出子シャルル・ゴドフロワ・ソフィー・ジュール・マリー・ド・ロアンを1748年7月28日に儲けた。シャーロットから見れば、異母兄となるこの男児をジュールは実子として認知した。ジュールとフェルディナンの母ルイーズ＝ガブリエル＝ジュリー・ド・ロアンはローマに住むチャールズの父、「大僭称者」ジェームズ・フランシス・エドワード・ステュアートにこの報を伝えたが、自分の孫とは考えないようにと書き送っている。以上のような経緯でロアン家の一員と認められたにもかかわらず、複数の系図集の中で存在を忘れられたり、無視されたりしている。男児自身は1748年12月または1749年1月18日に生後5ヶ月程で夭折した。
5. ↑  1836年4月27日に56歳で没したという説はチャールズ=エドワード・ステュアートの血縁を自称しているポーランドの美術史家ピオトル（ピーター）=ジェームズ・ピニンスキが唱えている説。これに対して、系図学者マリ=ルイーズ・バックハーストは'The death of Victoire Adelaide Roehenstart', in "The Stewarts" (The Stewart Society, Edinburgh, 2023), vol. 26, no. 4, pages 307-311.の中で、ヴィクトワール=アデライード・ロアンスタールが最終的に1871年3月にフランスのニースで亡くなった事を述べている。バックハーストの説に従うならば没年齢は91歳で、弟チャールズの没年齢と没年（1854年、70歳没）を優に超え、フェルディナンとシャーロットの子供達の中で最も長命で、結果的にフェルディナンとシャーロット、チャールズ・エドワード・ステュアート、その父ジェームズ・フランシス・エドワード・ステュアート最後の直系の血縁者で、ジャコバイト王位請求者の家系は1807年のヘンリー・ベネディクト・ステュアート（ジェームズ・フランシスの次男で、チャールズ・エドワードの弟）の死で男系は絶えている事は確実である為、女系でも絶えた事になる。
6. ↑  系図学者マリ=ルイーズ・バックハーストは "The marriages of the granddaughter of Bonnie Prince Charlie", in Genealogists' Magazine: Journal of the Society of Genealogists, vol. 31, no. 2 (June 2013) pages 45–49, and "The lives of the granddaughter and great-grandson of Bonnie Prince Charlie: new evidence", vol. 33, no. 11 (September 2021) pages 403-410.の中で、ヴィクトワール=アデライードと呼ばれていたシャーロットの次女が、1804年11月14日にパリのサン=ロック教会でナポレオンに仕える軍医ピエール=ジョゼフ=マリ・ド・サン=ユルサンと最初に結婚したという証拠を提供している。結婚記録には、マクシミリアン・ロアンスタールと彼の妻クレマンティーヌ・ルヴァンの娘であるヴィクトワール=アデライード・ロアンスタールとあり、弟チャールズと同じ両親の記録であることに言及している。
7. ↑  P. Pininski, Ostatni sekret Stuartów. Dzieci Karoliny księżnej Albany, 2001.
8. ↑  Peter Piniński,The Stuarts' Last Secret（2002）
9. ↑  Peter Piniński,Bonnie Prince Charlie: A Life（2010）
10. ↑  P.Piniński, Dziedzic Sobieskieh. Bohater ostatniej wojiy niepodległość Szkocji（2013）
11. ↑  ロイヤル・ステュアート協会の元会長エヴリン・クルックシャンクス（1926年12月1日 - 2021年11月14日。イギリスの歴史学者。17世紀と18世紀のイギリス政治史を専門とする）は2002年4月13日（当時は会長）のBBCニュースの記事の中でピオトル（ピーター）=ジェームズ・ピニンスキが「The Stuarts' Last Secret」の中で示した証拠を「本物」であると述べ、擁護している。一方、イギリスのジャーナリストで系図学者のヒュー・マッシングバードは "A More Than Likely Story". The Spectator: 48–49.(25 May 2002)で、「入念に研究された...確かに最も懐疑的な衒学者の満足の証拠」と述べている。
12. ↑  系図学者マリ=ルイーズ・バックハーストはFurther research on Theodore Marie de Saint Ursin, the great grandson of Bonnie Prince Charlie", vol. 34, no. 5 (March 2023) page 235.の中で、テオドールが1828年にフランスのイシー＝レ＝ムリノーにある聖シュルピス神学校に入学して同年に助祭に叙階されたこと、1832年までパリに住み、1838年8月6日にタルヌ県のカストルで29歳で助祭のまま、死去したことに言及している。
13. ↑   http://www.wargs.com/royal/stuart.html
14. ↑  チャールズ=エドワード・ステュアートの血縁を自称し、7ヶ国の22の公文書館を捜索した前述のポーランドの美術史家ピオトル（ピーター）=ジェームズ・ピニンスキは上記の4つの著作でイギリス王室との繋がりを主張している。（1）チャールズ=エドワード・ステュアート（1720年12月31日 -1788年1月30日）、（2）シャーロット・ステュアート（1753年10月29日 - 1789年11月17日）、（3）マリー=ヴィクトワール=アデライード（1779年6月18日 - 1836年4月27日?）、（4）アンティム=マレク=ニコデム・ニコロヴィチ（1804年9月8日 - 1852年2月16日）、（5）ユリア=テレーザ=アンナ=マリアンナ・ピニンスカ（アンティムの長女。旧姓:ニコロヴィチ。1833年5月21日 - 1893年2月23日）、（6）アレクサンデル=アウグスト=エラズム・ピニンスキ（ユリアの四男。1864年6月2日 - 1902年5月16日。妻はイレーナ=マルティナ・ヴォランスカ（1871年11月11日 - 1929年2月14日））、（7）ミェチスワフ=ミハウ・ピニンスキ（アレクサンデルの次男。1895年8月27日 - 1945年。妻はヤニナ=マリア=ヘレナ=ヨアンナ・ジィヴィアク（1902年9月28日 - 1976年4月13日））、（8）スタニスワフ=ヒェロニム=ミェチスワフ=アレクサンデル・ピニンスキ（ミェチスワフの長男で一人息子。1925年2月16日 - 2009年8月9日。妻はジーン=イソベル=マーガレット・グラハム・オブ・キラーン（1926年1月24日 - 1999年））、（9）ピオトル（ピーター）=ジェームズ・ピニンスキ（スタニスワフの長男。1956年8月23日生誕。妻はマリー=ゾフィア=テレサ・バデニー（1960年8月22日生誕））。ピオトル（ピーター）=ジェームズ・ピニンスキには長男で一人息子のアレクサンデル=レオン=ヤン=スタニスワフ・ピニンスキ（1988年6月15日生誕。妻はマルタ・シィビンスカ）がいる。この系図に関して上記の系図学者マリ=ルイーズ・バックハーストはニコロヴィチ夫人の洗礼証明書、結婚証明書、死亡証明書の記録を調べ、彼女を「マリー・ヴィクトワール・ド・トリニー」と名付け、彼女が実際にはフェルディナンの長兄であるゲメネ公ジュール＝エルキュール＝メリアデック・ド・ロアンの非嫡出の娘、従ってマリー=ヴィクトワール=アデライードの父方の従姉妹であり、ステュアート家の血を引く子孫では無かった可能性が高いのではないかと示唆、結論付けている。一方、ピニンスキは"The Descendants of Bonnie Prince Charlie" in Genealogists' Magazine, vol. 31, no. 3 (September 2013) pages 110–111.の中で、バックハーストの仮説と解釈は最初の執筆から70年後に失われた市民権証明書の「再構成」に基づいており、マリー・ヴィクトワールの息子の出生を確認する文書は無いと主張している。